# 努曼諾爾帝國
努曼诺尔帝国（Númenor）是托尔金小说中的岛屿，其遭遇与亚特兰提斯的故事极其相似。「努曼诺尔」在昆雅语中的意思是西方之地（Westernesse），而努曼诺尔人，又称登丹人，意为西方人。

## 地理
努曼诺尔是一个相当大的海岛，位于贝烈盖尔海中央，呈五芒星形。各处有它自己独特的地理特点。努曼诺尔帝国分为六大地区：
- 佛洛斯塔 Forostar （北部）
- 安督斯塔 Andustar （西部）
- 哈尔努斯塔 Hyarnustar （西南部）
- 哈尔洛斯塔 Hyarrostar （东南部）
- 欧洛斯塔 Orrostar（东部）
- 米塔尔玛 Mittalmar （中央）

海岛中心是著名的美尼尔塔玛山（Meneltarma），是努曼诺尔的最高峰，也是努曼诺尔人心目中的圣山。
美尼尔塔玛山位于米塔尔玛的中心区域，意思是苍穹之柱。低处绿草如茵，坡度平缓，然而，越接近山顶就陡峭，无从攀援。不过山上修了一条螺旋爬升的小路，始于山的南侧，止于山顶北侧边缘。山顶微凹，近乎平坦，可以容纳大量的人群，但努门诺尔史上从未在此动土。那里不曾建起屋宇，不曾高设祭坛，甚至不曾堆过石材。在索隆来临前，在蒙受恩典的全部时期，努门诺尔人都不曾有过其他类似庙宇的建筑。
从未有人带过工具或武器登上山顶，只有国王可以在此开口说话。国王每年只发言三次，在立春的“一如祈尔梅（Erukyermë)”祝福一年伊始，在仲夏的“一如莱塔列（Erulaitalë）”赞美伊露维塔，在秋末的“一如含塔列（Eruhantalë）”感谢祂的恩赐。
在以上三种场合中，国王步行上山，大群民众跟随在其后，他们身着白衣，头戴花环，但鸦雀无声。其余的时候人们可以自由登上山顶，独自或结伴都可以。但那里极其寂静，就算是努曼諾爾历史不了解的人也不会开口说话。

## 文化
努曼諾爾的主要人口是伊甸人，使用阿登納克語為主要語言。在努曼諾爾人思想腐化之前，伊瑞西亞島的精靈常常來到努曼諾爾西部海港城市安督尼埃（Andúnië）探訪那些人中之王，努曼諾爾人。
努曼諾爾人在藝術和工藝上極端熟練，尤其是武器和裝甲鍛件，但努曼諾爾人不是戰爭販子，他們本身愛好和平，造船和航海也是他們最喜愛及登峰造極的藝術。努曼諾爾了不起的水手，四面八方的探索世界，但獨獨沒有航行西方，因為主神禁令（Ban of the Valar）依然生效。努曼諾爾人經常航行至中土大陸沿岸，教導那裡的人藝術和工藝，改進他們的農業技術和日常生活。
同樣地努曼諾爾人在藝術及農事也變得更加熟練，他們養殖駿馬漫遊米塔馬平原。雖然努曼諾爾人久歷平安，沒參加戰爭。但他們的武器、裝甲和騎馬技能水平是除維拉之外，全阿爾達最好的。

## 白樹
努曼諾爾包含了很多中土大陸沒有的植物種類，最為人所知是維林諾的白樹（White Tree）。白樹是由維拉送給努曼諾爾的禮物。種植在皇城雅米涅洛斯（Armenelos）之中，後來成為努曼諾爾帝國，亞爾諾王國和剛鐸王國皇帝的象徵。
努曼諾爾其它部份包含了許多類型植物。安都星芒巨大的森林地勢較高之處，充滿了山毛櫸、樺樹。較低之處則是橡木和榆木。
努曼諾爾人最歡欣的是艾爾達（精靈）送來的鮮花。它們主要在西部部份安都星芒生長。他們經常以詩歌歌頌花卉，只有少數花卉生長在東部。
- 花卉種類
  - 奧露勒爾 Ololairë
  - 那爾露斯 Lairelossë
  - 列斯忒達 Nessamelda
  - 維達列安達 Vardarianna
  - 泰列那斯 Taniquelassë
  - 華列勒爾 Yavannamíre

安都星芒野生生物之間出現了一種沒見過的植物，初初稱為寧瑪達（Nisimaldar），意思為芬芳樹。並且只能夠在安都星芒發現這種長滿金黃花朵的黃金樹，後來人們稱之為梅利納達（Malinornë）。
在海亞洛星芒則生長了羅連列（Laurinquë），努曼諾爾人最熱愛這種花。 他們相信，它來源自維林諾雙聖樹之一，羅瑞林。

## 歷史
努曼諾爾是登丹人的帝國。維拉送給人類的禮物。它又稱艾蘭納（Elenna）（向住星辰的 Starwards）。 因為是由埃蘭迪爾帶領登丹人進入努曼諾爾的，也是因為海島是一個五芒星的形狀。在海島中心的山被命名米涅爾塔馬山，登丹人將之為伊露維塔的神殿，努曼諾爾帝國的最大的城市和首都是雅米涅洛斯。
努曼諾爾只有兩條河。西爾河（Siril）起源於米涅爾塔馬山，結束於三角洲旁城市寧達墨斯（Nindamos）附近。納都爾河 （Nunduinë），結束於尼西馬鐸（Eldanna）海灣和納都隆爾（Eldalondë）避風港附近。
埃蘭迪爾之子愛洛斯是努曼諾爾帝國第一任皇帝，採取帝號為塔爾-明亞特（第一位皇帝），他的任期（第二紀元32年到442年）。他的後裔成為強而有力的種族。 在第二紀完600年，第一艘船從努曼諾爾航行到中土大陸。
維拉禁止了努曼諾爾人向西航行。努曼諾爾人漸漸反對主神禁令，他們認為維拉吝惜給他們永恆的生命。他們設法向中土大陸拓展殖民地作為補償，首先用一些友好的方式交往，但以後以暴君身份統治中土大陸的人民。唯有少量忠實者（the Faithful）保持精靈的交往和維拉的忠誠。
在第二紀元3255年，努曼諾爾第25任皇帝亞爾-法拉松航行到中土大陸，出兵攻打索倫，兵力強盛得連索倫都乖乖投降。他將索倫帶回努曼諾爾，索倫用三年的時間腐化努曼諾爾人，由人質成為皇帝最親近的國師。索倫誘使皇帝改信奉魔苟斯，建築了一座五百呎高的神廟，並將忠實者燒死作活祭。
在這時間，白樹寧羅斯（Nimloth），皇帝的象徵，也被砍下來燒掉作祭品。埃西鐸在砍下前一刻摘下白樹果子，白樹果子後來移植剛鐸。
由於年老和索倫的提示，亞爾-法拉松修造一隊龐大的艦隊為投入戰爭做準備。索倫則留在努曼諾爾。在第二紀元3319年，亞爾-法拉松登陸阿门洲，打算攻打維利瑪。曼威等一众维拉并未出手，而是向伊露维塔请求指示。伊露维塔亲自出手将世界变为球形，从而永遠將阿門洲和伊瑞西亞島從世界移除，仅保留了笔直航道与之连接。同时亲自沉没了努曼諾爾陸地，索倫也因来不及逃离而失去美善的形體。
伊蘭迪爾領導兒子和忠實者離開努曼諾爾。他們在中土大陸登陸，建立了亞爾諾和剛鐸兩個王國。
努曼諾爾帝國滅亡的故事請參考努曼諾爾淪亡史。

## 創作
當有人問托爾金努曼諾爾在現今世界的哪裡時，他毫不猶豫地回答：「在大西洋裡」:182。